# Sonia Rodrigues
Sonia Rodrigues (Rio de Janeiro, 12 de setembro de 1955) é uma escritora, roteirista e produtora brasileira. 

## Formação
Doutora em Literatura pela PUC-Rio com os temas role-playing game e teoria da narrativa, fez pós-doutorado em Literatura e Interdisciplinaridade pelo Instituto de Letras da Universidade Federal Fluminense e em Produtos Digitais para o ensino de Física pelo Instituto de Física da Universidade Federal Fluminense.

## Carreira
Sua obra como escritora abrange 30 livros de ficção – dentre os quais adaptações e atualizações de autores como Homero, Sófocles, Eurípedes e Shakespeare  – e a prática de roteiros de telenovela, séries e documentários. 
Em 2012 organizou o livro Nelson Rodrigues por ele mesmo, baseado em entrevistas que seu pai, o dramaturgo Nelson Rodrigues, deu a jornais e revistas, ao Serviço Nacional de Teatro e ao Museu de Imagem e do Som. Esse livro foi adaptado e dirigido por Fernanda Montenegro em espetáculo homônimo.
É coordenadora acadêmica da Escola de Séries e consultora da Globo Filmes , com a função de ler e analisar roteiros de longa metragem. Também é idealizadora e coordenadora da Oficina Literária Autoria, no portal do Projeto Telemar Educação, do Curso de Formação Executiva na Indústria do Livro, na Fundação Getúlio Vargas no Rio de Janeiro, e do projeto Professor Autor de inclusão digital e produção de texto, em parceria com o MEC.
- O Viajante do Espaço, 2019.
- A Ilha dos Amores, 2019.
- O Retorno de Emília, 2019.
- Como escrever séries, 2018.
- Do que os homens têm medo, 2018.
- Fronteiras, 2015.
- Três filhas, 2014.
- Nelson Rodrigues por ele mesmo, 2012.
- Os Amores de Meu Pai, 2012.
- Estrangeira, 2010.
- Eu Sou Maria, 2008.
- Amor em Segredo, 2005.
- Medeia, 2005.
- A Garota dos Seus Sonhos e o Cara Quase Perfeito, 2004
- Roleplaying Game e a Pedagogia da Imaginação no Brasil, 2004.
- Ben Hur, 2003.
- O Último dos Moicanos, 2002.
- Agenda da Descoberta, 2000.
- O Prêmio, 1999.
- O Gênio da Rede, 1999.
- A Rainha que atravessou o tempo, 1997.
- Brasileirinho e o Contador de Povo, 1997.
- Casa de Delícias, 1995.
- A Tempestade, 1995.
- Luxúria - Eles são sete, 1995.
- Inveja - Eles são sete, 1995.
- Gula - Eles são sete, 1995.
- Orgulho - Eles são sete, 1995.
- Ira - Eles são sete, 1995.
- Preguiça - Eles são sete, 1995.
- Avareza - Eles são sete, 1995.
- RPG & Arte, 1995.
- Meu amigo Trovão, 1994.
- Atentado, 1994.
- O Sorriso ninguém me tira, 1992.
- História Cruzada, 1991.
- A Família e A Formação do Leitor, 1990.
- Leituras Compartilhadas

| Ano  | Nome          | Tipo                 | Escalação              |
| ---- | ------------- | -------------------- | ---------------------- |
| 2019 | O Nome do Pai | Telefilme Documental | Roteirista e produtora |
| 2020 | #EusouMaria   | Longa ficção         | Roteirista e produtora |

| Ano  | Categoria                                                                                        |
| ---- | ------------------------------------------------------------------------------------------------ |
| 1995 | Prêmio Altamente Recomendável FNLIJ, FNLIJ                                                       |
| 1994 | Prêmio Orígenes Lessa O Melhor Livro para o Jovem, Fundação Nacional do Livro Infantil e Juvenil |
| 1992 | Prêmio Coca Cola de Teatro Infantil, Rio 92                                                      |
| 1990 | 1990 Prêmio Milton Reis de Literatura Juvenil, Câmara Mineira do Livro                           |
| 1987 | Melhor Produção Regional em vídeo, X Jornada de Cinema do Maranhão                               |
| 1987 | Menção Honrosa no I Vídeo Terra da Unicamp, Unicamp                                              |
| 1987 | Prêmio “Margarida de Prata” de Vídeo Documentário, UFBA                                          |

1. ↑  «Nelson Rodrigues-[home]». Nelson Rodrigues. Consultado em 15 de outubro de 2020
2. ↑  «Autoria C». www.autoria.com.br. Consultado em 15 de setembro de 2020
3. ↑  «Globo Filmes». Globo Filmes. Consultado em 15 de setembro de 2020